# Wapen van Nijeveen

Wapen van Nijeveen

Het wapen van Nijeveen bestaat uit een symbolische weergave van historische gebeurtenissen van Nijeveen en Kolderveen van de voormalige gemeente Nijeveen, het ontwerp is van Gerlof Bontekoe. De beschrijving luidt: 
"Geschakeerd van zilver en sabel in drie rijen, elk van negen vakken, en een schildzoom van keel, beladen met tien zilveren penningen. Het schild gedekt met een gouden kroon van drie bladeren en twee parels."

## Geschiedenis
De drie keer negen vakken zijn een herinnering aan het feit dat Nijeveen in 1477 een zelfstandige kerkgemeente werd met zevenentwintig zogenaamde opgaande erven of boerderijen. De tien penningen zijn een herinnering aan een historische gebeurtenis in het Kolderveen. Tot Kolderveen behoorde ook Meppel, dat in 1422 tot kerspel werd verheven. Dit geschiedde onder voorwaarde dat de pastoor jaarlijks tien mud rogge als belasting moest betalen. Op 21 september 1946 werd het wapen verleend aan de gemeente. In 1998 werd de gemeente opgeheven en zou Nijeveen op haar beurt weer aan Meppel worden toegevoegd. De schildzoom met de penningen van Nijeveen werden opgenomen in het nieuwe wapen van Meppel.